# Ne bántsátok a feketerigót! (regény)
A Ne bántsátok a feketerigót! Harper Lee Pulitzer-díjas regénye, amely 1960-ban jelent meg és a modern amerikai irodalom klasszikusává vált. A mű annak ellenére meleg és humoros hangvételű, hogy témája az erőszak és faji megkülönböztetés. A narrátor apja, Atticus Finch erkölcsi értelemben hőssé és az ügyvédi magatartás mintaképévé vált sok olvasó számára.
A déli gótikus regényként és fejlődésregényként elkönyvelt mű alapvető témái a faji igazságtalanság és az ártatlanság halála. A kutatók megállapították, hogy további motívumok Lee könyvében osztálytagozódás, a bátorság és együttérzés, illetve a nemi szerepek az amerikai Délen. A regény széles körben iskolai tananyag az angol nyelvterületen, de témái ellenére több kampány indult a tananyagból való eltávolítása érdekében. A könyvet gyakran kritizálják a faji jelzői miatt és töretlen népszerűsége mellett is az olvasók gyakran elégedetlenek a néger szereplők ábrázolásával.
Lee regényét legalább harminc újság és folyóirat ismertette a megjelenéskor, a kritikusok véleménye élesen eltérő volt. 2006-ban a brit könyvterjesztők a Biblia elé sorolták mint olyan könyvet, amelyet „minden felnőttnek el kellene olvasnia halála előtt.” A regényből 1962-ben Robert Mulligan készített Oscar-díjas filmet. 1990-től kezdve Harper Lee szülővárosában (Monroeville, Alabama) évente előadják a regény színpadi változatát.
Az amerikai könyvtárosok a XX. század legjobb regényének választották, és egy 1996-os felmérés szerint a XX. század hetedik legjelentősebb műve. Magyarul 1965-ben jelent meg a Magvető Könyvkiadó kiadásában, Máthé Elek fordításában. A regényből több mint 30 millió példányt adtak el, valamint több mint 40 nyelvre fordították le.
Folytatása 2015-ben jelent meg, Menj, állíts őrt! címmel.

## Keletkezése
1956 karácsonyán Lee barátai, Michael Brown és Joy Williams Brown egyévi bérének megfelelő pénzt ajándékoztak neki, hogy az írással foglalkozhasson. Lee két és fél évig írta regényét, amely 1960. július 11-én jelent meg. Eredeti címe Atticus volt, de Lee átnevezte, hogy tükrözze a portrén túlmutató cselekményt. A kiadó munkatársai figyelmeztették a szerzőt, hogy valószínűleg csak pár ezer példányt tudnak majd eladni a könyvből. 1964-ben Lee így nyilatkozott: „Soha semmilyen sikert nem vártam a Feketerigótól […] abban reménykedtem, hogy a kritikusok gyorsan és fájdalommentesen ölik meg, de ugyanakkor azt is reméltem, hogy lesz valaki, aki eléggé szeretni fogja ahhoz, hogy további bátorítást adjon. Mint mondtam, keveset reméltem, de épp elég sokat kaptam, és valamiképpen ez is ugyanolyan ijesztő, mint a gyors, fájdalommentes halál, amire számítottam.” A Reader's Digest Condensed Books részleteket közölt a regényből, amelyet ennek következtében széles körben olvastak.

## Történet
A regény az 1930-as évekbeli Amerika egyik kisvárosában, Maycombben játszódik. Itt él Jean Louise Finch (Scout) bátyjával, Jemmel és édesapjával, Atticus-szal. A gondtalan gyermekkort a hirtelen bekövetkező felnőtté válás váltja fel. Először Jem, majd később Jean Louise veszít el egyre többet gyermeki naivitásából, hogy képes legyen tekintetét az igazi világra emelni.
A gyerekek ügyvéd édesapja, Atticus Finch elvállalja egy színes bőrű férfi védelmét a bíróságon, akit egy fehér nő megerőszakolásával vádolnak.
- I. rész

1. A Finch-család rövid története, Maycomb bemutatása. Scout, Jem, Atticus és Calpurnia. Azon a nyáron, amikor Dill hozzájuk került, az az ötletük támadt, hogy a félelmetesnek képzelt Boo Radleyt csalogassák elő a rejtekhelyéről.
2. Scout első napja az iskolában nem sikerült teljesen tökéletesen. A kislány túl sok mindent tud, Miss Caroline tanítónő új tanítási módszere nem tölti el lelkesedéssel az elsősöket. Atticus szerint a farmereket sújtotta a gazdasági válság a legjobban, de az értelmiségiek sem gazdagok itt délen, ahol sok a nincstelen.
3. Walter Cunningham, az ágrólszakadt farmergyerek ebédszünetben Scoutéknál vendégeskedett. Burris Ewell tetves haja és tiszteletlen viselkedése felfordulást okozott az osztályban, a síró pedagógust a gyerekek vigasztalták meg. Scout közölte Atticussal, hogy nem érzi jól magát, és ha az apja beleegyezik, akkor nem megy többé iskolába. Az apa elbeszélgetett a lányával, aki megtanulta a kompromisszum szó jelentését.
4. A Radley-telek szélén örökzöld tölgyben apró ajándékra bukkant Scout. Közeledett a nyár, Jem és a testvére türelmetlenül várták. Az utolsó tanítási napon hazafelé menet újabb meglepetést találtak a tölgyben: két kifényesített régi (indiánfejes) egycentest. Két nappal később érkezett meg Dill, akivel rengeteg játékokat találtak ki. A Radley-családdal történteket szerepjátékkal feldolgozták.
5. Miss Maudie udvarában is sokat játszottak a gyerekek, csak az azáleákra kellett vigyázniuk. Nem bírtak azonban a kíváncsiságukkal, és ismét a titokzatos háznál próbálkoztak: egy papírlapra írt üzenetet próbáltak (sikertelenül) bejuttatni.
6. Később csak be akartak lesni Radleyékhoz a lazán leeresztett redőnyön, hátha megláthatják Boo-t. Azonban az épület hátulról még barátságtalanabb volt, mint az utca felől. Az újabb kudarcot egy vadászfegyver hangja tetézte, ráadásul Jemnek futás közben a nadrágja beleakadt a drótkerítésbe. A fiú igyekezett kibújni belőle, hogy elfuthasson, így alsónadrágban tudott csak lelépni.
7. A második iskolaév sem tetszett Scoutnak. A tölgyfa odúja újabb és újabb apró ajándékot rejtett, a gyerekek találgatták, hogy ki lephette már meg többször őket. Egy levélben akarták megköszönni az ismeretlennek a meglepetéseket, de közben a tölgyfa odújába valaki cementet öntött.
8. Hideg tél köszöntött a maycombiakra, akik havat ritkán láttak. Scout és Jem hóemberkészítéssel töltötték az időt. Ezen a fagyos estén tűz ütött ki a szomszédjukban. A helyi tűzoltóautó szinte hasznavehetetlen volt, szerencsére a környező településekről még két tűzoltócsapat érkezett járművekkel. Az egyik a hatvan mérföldnyire fekvő Clarks Ferryből száguldott ide. Az oltás közben Scouték háza is veszélybe került, a gyerekeket a Radley-ház elé küldték. Az ácsorgás közben valaki egy pokrócot terített a kislány vállaira. Miss Maudie nem keseredett el a háza pusztulásán, az újrakezdésről beszélt a gyerekeknek.
9. Scout Finchet az iskolában azzal csúfolták, hogy a papája „niggereket véd”. A kislányt ez nagyon bántotta, az édesapja otthon elmondta, hogy elvállalta – bár reménytelennek véli – egy néger, Tom Robinson védelmét. Scout karácsonykor a Finch's Landingben tett rokonlátogatás során hasonló vádakkal szembesült, ekkor a Francis nevű unokatestvére nem úszta meg verés nélkül.
10. A gyerekek karácsonyra Atticustól légpuskákat kaptak, az apa kérte őket, hogy feketerigóra ne lőjenek. Mr. Harry Johnson kutyája, Tim, a világosbarna szőrű vizsla, a város egyik kedvence, Calpurnia szerint veszettnek látszott. Az utcában mindenki bezárkózott, Mr. Heck Tate, Maycomb megye seriffje a helyszínre érkezett, hogy végezzen az állattal.
11. Amikor Scouték a Boo Radley-ügybe beleuntak, akkoriban gyakran jártak Mrs. Henry Lafayette Dubose háza mellett. Mrs. Dubose magányosan lakott, csak egy néger cselédlányt tartott. Jem és a testvére ki nem állhatták, mert a vénasszony gyakran kiabálva mondta el a gyerekekről a negatív véleményét. Egy nap a vádaskodás és kíméletlen kritika miatt Jem lekaszabolta Mrs. Dubose mindegyik kaméliabokrát. Amikor Atticus minderről tudomást szerzett, bocsánatkérésre szólította fel a fiát. Jem rendbe hozta az asszony kertjét, és felajánlotta, hogy szívesen dolgozik a nő a kertjében. Mrs. Dubose azonban azt akarta, hogy a fiú menjen át hozzá minden délután iskola után, és két óra hosszat olvasson fel neki. Scout rendszeresen elkísérte a bátyját az ájulási rohamokkal küszködő, halálosan beteg hölgyhöz.

- II. rész

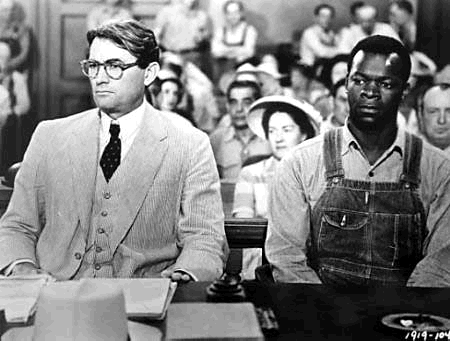
Atticus (Gregory Peck) és Tom Robinson (Brock Peters) a tárgyalóteremben

Atticust a bíróság kijelöli, hogy a néger Tom Robinson védője legyen, akit azzal vádolnak, hogy erőszakot követett el a fiatal fehér nő, Mayella Ewell sérelmére. Atticus annak ellenére elvállalja a védelmet, hogy Maycomb sok lakója nem ért ezzel egyet. Jem és Scout a többi gyermek céltáblája lesz apjuk cselekedetei miatt. Scout verekedéssel akarja megvédeni apja becsületét, annak ellenére, hogy Atticus megmondta neki, hogy ne tegye. Atticusnak szembe kell néznie egy csoporttal, akik meg akarják lincselni Tomot. A veszély elmúlik, amikor Scout, Jem és Dill megszégyenítik a csőcseléket, arra kényszerítve őket, hogy Atticus és Tom szemszögéből nézzék az ügyet.
Mivel Atticus nem akarja, hogy a gyermekek jelen legyenek Tom Robinson tárgyalásán, Scout, Jem és Dill titokban figyelnek a négerek számára elkülönített karzatról. Atticus bebizonyítja, hogy a vádlók – Mayella és apja, a közismerten részeges Bob Ewell – hazudnak. Az is nyilvánvaló lesz, hogy a magányos Mayella volt a kezdeményező, és apja tudott erről. Noha nyilvánvalóvá válik Tom ártatlansága, az esküdtek elítélik. Jemnek megrendül az igazságba vetett hite, ahogy Atticusé is, amikor a reményét vesztett Tomot szökés közben lelövik.
A tárgyaláson megalázott Bob Ewell bosszúra készül. Atticus arcába köp az utcán, megpróbál betörni az esküdtszék elnökének házába és megfenyegeti Tom Robinson özvegyét. Végül megtámadja a védtelen Jemet és Scoutot, amikor hazafelé tartanak az iskolai ünnepélyről. Jem karja eltörik a küzdelemben, de a felfordulás közepette valaki a gyermekek segítségére siet. A titokzatos férfi hazaviszi Jemet, és Scout rájön, hogy az ismeretlen a visszavonult Boo Radley volt.
Megérkezik Maycomb seriffje és megállapítja, hogy Bob Ewellt megölték a küzdelemben. A seriff vitába száll Atticusszal az óvatosságról és arról, hogy etikus-e Jemet vagy Boo-t felelőssé tenni. Végül Atticus elfogadja a seriff történetét, hogy Ewell egyszerűen a saját késébe esett. Boo megkéri Scoutot, hogy kísérje haza, majd miután elbúcsúznak az ajtó előtt, ismét eltűnik. A Radley-ház verandáján Scout elképzeli, milyen lehet Boo élete és bánja, hogy soha nem viszonozták ajándékait.

## Önéletrajzi elemek
Lee azt nyilatkozta, hogy a Ne bántsátok a feketerigót! nem önéletrajz, hanem inkább annak a példája, „hogyan kell írnia a szerzőnek arról, amit ismer és hogyan kell hitelesen írnia.” Mindazonáltal felfedezhetők párhuzamok Lee és a regényhős Scout gyermekkorának szereplői és eseményei között. Lee édesapja, Amasa Coleman Lee, ügyvéd volt, és 1919-ben két négert védett, akiket gyilkossággal vádoltak. Miután elítélték, felakasztották és megcsonkították őket, nem vállalt több bűnügyet. Lee apja egyúttal a monroeville-i újság szerkesztője és kiadója is volt. Noha a faji kérdésben sokkal konzervatívabb volt Atticusnál, idővel fokozatosan liberálisabbá vált. Ugyan Scout édesanyja lánya csecsemőkorában halt meg, Lee pedig 25 éves volt édesanyja halálakor, viszont az írónő édesanyja neurózisra volt hajlamos, vagyis értelmi és érzelmi szempontból nem volt jelen. Lee bátyja, Edwin – a regénybeli Jemhez hasonlóan – négy évvel idősebb volt húgánál. Ugyanúgy mint a regényben, a háztartást egy néger házvezetőnő látta el.
Dill alakjának mintája Lee gyermekkori barátja, Truman Capote volt. Dillhez hasonlóan, aki nyaranta Scout szomszédságában lakott, Capote is Lee szomszédja volt, akit New Yorkba utazó anyja nagynénjére bízott. Dillhez hasonlóan, Capotenak is élénk fantáziája volt és elbűvölő történeteket tudott kitalálni. Lee és Capote nem voltak átlagos gyermekek: mindketten szerettek olvasni. Lee verekedésre könnyen kapható fiús lány volt, Capotet pedig gúnyolták választékos szókincse és selypítése miatt. Lee és Capote történeteket írtak a Lee apja által nekik adott öreg írógépen. Akkor váltak jó barátokká, amikor mindketten úgy érezték, hogy társaik ellenük vannak. 1960-ban Capote és Lee együtt utaztak Kansasba, hogy nyomozzanak abban a többszörös gyilkossági ügyben, amely később Capote Hidegvérrel című dokumentumregényének alapjául szolgált.
A Lee család közelében volt egy ház, amelyet mindig zárva tartottak, ez szolgált a Radley-ház mintájaként. Ebben a családban a fiú összeütközésbe került a törvénnyel és az apa szégyenében 24 évig elzárta. Addig rejtegette, amíg gyakorlatilag mindenki elfelejtette a fiút, aki 1952-ben halt meg.
Tom Robinson előképe kevésbé világos, noha sokan arra következtettek, hogy a szereplőt több modell ihlette. Amikor Lee 10 éves volt, Monroeville közelében egy fehér nő azzal vádolt egy Walter Lett nevű néger férfit, hogy az megerőszakolta. A történet és a tárgyalás benne volt Lee apjának újságjában. Lettet bűnösnek találták és halálra ítélték. Miután több levél is megjelent, amely azt állította, hogy a Lett ellen felhozott vádak hamisak voltak, az ítéletet életfogytiglani börtönbüntetésre változtatták. Lett 1937-ben halt meg a börtönben, gümőkór következtében. A kutatók úgy vélik, hogy a cselekményt a scottsborói fiúk híressé vált ügye is befolyásolhatta, amelynek során kilenc néger férfit ítéltek el két fehér nő ellen elkövetett erőszak miatt, elégtelen bizonyítékok alapján. Mindenesetre 2005-ben Lee azt nyilatkozta, hogy ő valami kevésbé szenzációsra gondolt, habár a scottsborói ügy „ugyanazt a célt” szolgálta, azaz rávilágított a déli előítéletekre. Szintén Tom Robinson modelljeként említik a néger tinédzser Emmett Till esetét, akit 1955-ben azért gyilkoltak meg Mississippi államban, mert egy fehér nővel flörtölt, és akinek az ügye katalizátorként szolgált az emberi jogokért vívott mozgalomban.

## Stílusa
A kritikusok és recenzensek Lee egyik legfontosabb erősségeként emelik ki történetmesélő tehetségét, amelyet egyik ismertetés „tapintható világosság”-nak nevezett. Másik kutató később így írt: „Harper Lee történetmesélő adottsága figyelemre méltó. Művészete vizuális jellegű, amelynek segítségével filmszerűen gördülékeny és bonyolult módon láttatja, ahogy egy jelenet zökkenők és átmenet nélkül olvad be egy másik jelenetbe.” Lee a cselekményt megfigyelő gyermeki narrátor hangját vegyíti a felnőtt nőével, aki visszaemlékszik gyermekkorára, kombinálva ezt a kettősséget a flashback elbeszélési technikával, hogy bonyolult módon játsszon a perspektívákkal. Ez a narratív módszer lehetővé teszi Lee számára, hogy „gyönyörködtetően lehangoló” történetet meséljen el, amely elegyíti a gyermeki megfigyelés egyszerűségét a felnőtt helyzetekkel, rejtett motivációkkal és megkérdőjelezhetetlen hagyományokkal bonyolítva. Mindenesetre időnként a keveredés elég hatásos ahhoz, hogy a recenzensek megkérdőjelezzék Scout természetfeletti szókincsét és felfogóképességének mélységét. Harding LeMay és Granville Hicks egyaránt kételkedtek abban, hogy a Scout és Jem védett helyzetében levő gyermekek képesek megérteni Tom Robinson tárgyalásának bonyolultságát és szörnyűségét.
Lee stílusáról és a humornak a tragikus történetben játszott szerepéről szólva, Jacqueline Tavernier-Courbin megállapítja: „A nevetés ... felfedi a szépséges felszín alatti üszkösödést, de egyúttal le is fokozza; az ember nehezen tud ... olyan valaminek a hatása alá kerülni, amelyen nevetni képes.” Scout alakja, ahogy lányként a fiúkkal verekszik, utál ruhát viselni, és a hecc kedvéért káromkodik, bővelkedik a humorban, de Tavernier-Courbin megjegyzi, hogy Lee a paródia, szatíra és irónia eszközeit használja komplex témák bemutatására, különösen gyermeki szempontból. Miután Dill megígéri a kislánynak, hogy feleségül veszi, majd túl sok időt tölt Jemmel, Scout úgy okoskodik, hogy az lesz a legjobb módszer Dill érdeklődésének visszaszerzésére, hogy megveri, amit többször meg is tesz. Lee a szatíra segítségével ábrázolja Scout első napját az iskolában, amely eléggé lehangoló; a tanár azt mondja, hogy helyre kell hozni azt a hibát, amelyet Atticus elkövetett azzal, hogy írni és olvasni tanította, és megtiltja Atticusnak a további tanítást. Scout megpróbál beszélgetést kezdeményezni Atticus ügyfelével, Mr. Cunninghammel az örökösödési ügyéről, amikor ez Tom Robinson meglincselésére készül. Mindamellett Lee iróniával kezeli a legkevésbé sem mulatságos helyzeteket, például ahogy Jem és Scout megpróbálják megérteni a városnak azt az őszinte erőfeszítését, hogy illedelmes társadalomként viselkedjen miközben keblére öleli a rasszizmust.
A kritikusok úgyszintén feljegyzik a cselekmény bonyolításának szórakoztató módszereit. Egy alkalommal, amikor Atticus nincs a városban, Jem bezárja egyik osztálytársát a templom alagsorába a kazán mellé, eljátszva Sidrák, Misák és Abédnégó történetét. Ennek hatására a fekete házvezetőnő, Calpurnia elviszi Scoutot és Jemet a saját gyülekezetébe, így a gyermekek bepillanthatnak Calpurnia illetve Tom Robinson életébe. Scout elalszik az iskolai ünnepély alatt és késéssel jelenik meg a színpadon, kiváltva a közönség nevetését. Scout ezt annyira kínosnak érzi, hogy hazaindulás előtt nem veti le sonkajelmezét, amely megmenti életét.

## Műfaja
A kutatók szerint a mű egyszerre déli gótikus regény és fejlődésregény. Boo Radleynek és házának groteszk és majdhogynem természetfölötti jellege, illetve Tom Robinson igazságtlan elítélése hozzájárulnak a rejtélyes hangulat megteremtéséhez. Lee a gótikus szót a maycombi bíróság épületének építészeti stílusának a leírásánál használja, illetve Dill különösen morbid Boo Radley-alakításának vonatkozásában. A kívülállóság szintén fontos jellemzője a déli gótikus műveknek. Lee minden maycombi tekintélyt megkérdőjelez: az iskolát, a tanárokat, a bűnügyi igazságszolgáltatást és az egyházat. Mégis, Scout meghajol Atticus előtt, akit minden tekintély elé helyez, mivel a férfi szerint a lelkiismeret szavának követése a legfontosabb még akkor is, ha társadalmi kiközösítést von maga után. Egyes kutatók azonban megkérdőjelezik a déli gótikus minősítést, megjegyezve, hogy Boo Radley nagyon is emberi, jóindulatú védelmező. Ezen kívül, az alkoholizmus, vérfertőzés, nemi erőszak és faji megkülönböztetés témájának ábrázolásakor Lee inkább a realizmus semmint a melodráma eszköztárát használta.
Scout és Jem gyermekként szembesülnek a kemény valósággal és tanulnak belőle, ezért a szakirodalom többnyire egyetért abban, hogy a Ne bántsátok a feketerigót! fejlődésregény, amely a főszereplő érését mutatja be. Úgy tűnik, hogy Lee közelebbről vizsgálja Jem csalódását embertársaiban, mint a Scoutét.  A regény azonban nem csak Jem változását mutatja be, hanem feltárja azt is, mivel kell megküzdenie az átlagostól eltérő Scoutnak a női lét peremén. Egy tudós szerint a regény „feminista fejlődésregénynek tekinthető, mivel Scout úgy emelkedik felül a gyermekkori tapasztalatain, hogy tisztán látja, hol a helye a közösségben és tudatában van annak az erőnek, amellyel felnőtt nőként rendelkzeni fog.”

## Témái
A regény hatalmas népszerűsége ellenére sem kapta meg a kritikusoktól azt a figyelmet, mint más modern amerikai klasszikus művek. Claudia Durst Johnson, a műről szóló több könyv és tanulmány szerzője, így írt 1994-ben: „A kiadása óta eltelt 33 évben (a Ne bántsátok a feketerigót!) soha nem volt disszertáció tárgya, és csak hat irodalmi tanulmány készült róla, amelyek közül több is alig néhány oldal hosszúságú.” Más szerzőnek szintén az volt a véleménye 2003-ban, hogy a könyv „olyan ikon, amelynek érzelmi hatása különös módon hatalmas, mivel kimaradt a vizsgálódásból.”
Harper Lee híres arról, hogy az 1960-as évek közepe óta tartózkodott a regény értelmezésétől. Mindazonáltal engedett némi betekintést a témáiba, amikor a kiadónak írt kevés levele egyikében így válaszolt a könyv által kiváltott szenvedélyes reakciókra: „Bizonyára a legegyszerűbb intelligencia számára is nyilvánvaló, hogy a Ne bántsátok a feketerigót! olyan becsület- és magatartáskódexet ír le két szótagnál ritkán hosszabb szavakkal, amely etikáját tekintve keresztény, és amely minden déli öröksége.”

### Déli életmód és faji megkülönböztetés
Amikor a könyv megjelent, a recenzensek megállapították, hogy két részből áll, és megoszlottak a vélemények arra nézve, hogy sikerült-e az írónőnek összekötnie ezeket. Az első rész a Boo Radley által elbűvölt gyermekekről, és biztonságérzetükről szól. A kritikusokat általában elbájolták Scout és Jem megfigyelései a szomszédokról. Egy szerzőre annyira hatással volt Lee részletes leírása a maycombi emberekről, hogy a déli romantikus regionalizmus kategóriába sorolta be a művet. Ez a szentimentalizmus megfigyelhető a déli kasztrendszer ábrázolásában, amely meghatározza a regény majdnem mindegyik szereplőjének magatartását. Scout nagynéje, Alexandra Maycomb lakóinak hibáit és erényeit genealógiai alapon magyarázza, miközben a narrátor részletesen leírja a Fincs család és Maycomb történetét. Szintén ez a téma mutatkozik Mayella Ewell látszólagos gyengeségében, amellyel elismeri, hogy kikezdett Tom Robinsonnal, és abban a definícióban, amellyel Atticus meghatározza az úri népek fogalmát: értelmes emberek, akik a legtöbbet teszik ami a rendelkezésükre álló eszközökkel megtehető. Úgy tűnik, hogy maga a Dél, a maga hagyományaival és tabujaival, jobban befolyásolja a cselekményt, mint maguk a szereplők.
A regény második része azzal foglalkozik, amelyet Harding LeMay kritikus így nevezett: „a civilizált déli fehér ember lelket kikezdő szégyenkezése a négerekkel való bánásmód miatt.” A megjelenést követő években sok kritikus úgy tartotta, hogy a Ne bántsátok a feketerigót!elsődlegesen a fajok közötti kapcsolatokkal foglalkozik. Claudia Durst Johnson szerint „észszerűen hihető”, hogy a regényre hatással volt két alabamai esemény, amely a faji kérdéshez kapcsolódott: Rosa Parks esete, aki megtagadta, hogy az autóbusz hátsó részében üljön, kiváltva ezzel a montgomery-i buszbojkottot, valamint az 1956-os zavargások az alabamai egyetemen, miután felvették Autherine Lucyt és and Polly Myerst. A regény történelmi hátteréről szólva másik két irodalmár megjegyzi: „A Ne bántsátok a feketerigót! megírása és kiadása arra a korra esik, amely a legjelentősebb és konfliktusokkal leginkább terhelt változást jelentette délen az amerikai polgárháború és az utána következő újjáépítés óta. Noha a regény cselekménye az 1930-as években játszódik, a történet az 1950-es konfliktusok, feszültségek és változások által kiváltott félelmek perspektívájából látszik.” A regény hatása a faji kapcsolatokra hozzájárult a mű sikeréhez, mivel „a megfelelő pillanatban érkezett, hogy segítsen a Délnek és a nemzetnek megbírkózni a felgyorsuló emberi jogi mozgalmak által kiváltott faji feszültségekkel.” A könyv megjelenése annyira közel áll az emberjogi mozgalomhoz, hogy a könyvről illetve Harper Lee életéről szóló több tanulmány tartalmazza a mozgalom fontosabb mozzanatainak leírását, annak ellenére, hogy az írónő nem vállalt közvetlen szerepet ezekben.
Patrick Chura, aki azt sugallja, hogy Tom Robinson alakját Emmett Till ihlette, felsorolja azokat az igazságtalanságokat, amelyeket Tomnak és Tillnek egyaránt el kellett szenvednie. Chura utal a fekete erőszaktevő sztereotípiájára, aki rosszat tesz a „mitikusan sebezhető és szent déli nőiségnek”. A fekete férfiak által elkövetett minden vétek, akik csupán megpróbáltak szexuálisan közeledni egy fehér nőhöz abban a korban, amikor a regény cselekménye játszódik, gyakran halálbüntetést vont maga után. Tom Robinson felett elszegényedett fehér farmerekből álló esküdtszék mondott ítéletet, annak ellenére, hogy ártatlansága bebizonyosodott, míg a műveltebb és mérsékeltebb fehér városiak támogatták az esküdtszék döntését. Ezen túlmenően, a faji megkülönböztetés áldozata fizikailag hátrányos helyzetű volt, ami képtelenné tette a neki tulajdonított bűn elkövetésére. Roslyn Siegel úgy tartja, hogy Tom Robinson példa arra a déli írók műveiben megjelenő fekete embertípusra, aki „buta, szánalmas, védtelen, akinek inkább a fehérek igazságos ítéletén, semmint saját intelligenciáján múlik szabadulása.” Noha Tom megmenekül a lincseléstől, a börtönből való szökési kísérlete közben túltengő erőszakossággal ölik meg, amikor is tizenhét lövést kap.
A faji igazságtalanság szimbolikusan is megjelenik a regényben. Például Atticusnak kénytelen lelőni egy veszett kutyát, noha az nem az ő feladata. Carolyn Jones érvelése szerint a kutya a maycombi előítéeleteket jelképezi és Atticusnak, aki egy kihalt utcán várakozik a kutya lelövésére, az egész város rasszizmusával kell megküzdenie, anélkül, hogy segítséget kapna a többi fehér polgártól. Egyedül van akkor is, amikor szembeszáll a Tom Robinsont meglincselni készülő csoporttal, és Tom tárgyalásán is. Lee fel is használja a veszett kutya megölésének álomszerű képeit a tárgyalás egyes jeleneteinel leírásánál. Jones szerint „a valódi veszett kutya Maycombban a rasszizmus, amely tagadja Tom Robinson emberi mivoltát... Amikor Atticus felszólítja az esküdtszéket, szó szerint kitárja magát az esküdtszék és a város haragjának.”
Annak ellenére, hogy a regény központi témája a faji igazságtalanság, a fekete szereplők ábrázolása ritkán olyan teljeskörű, mint a fehéreké. A faji jelzők használata, a babonás feketék sztereotípiája, és Calpurnia alakja miatt – aki a Tamás bátya kunyhója-beli elégedett fekete frissített változata – a könyv úgy tekinthető, mint ami marginalizálja a fekete szereplőket. Egy szerző azt feltételezi, hogy Scout narrátorszerepbe helyezése kényelmes módszer arra, hogy az olvasók ártatlannak érezzék magukat és távol tartsák maguktól a faji konfliktust. Scout hangja „nem-én funkciót tölt be, amely lehetővé teszi nekünk többieknek  – feketéknek és fehéreknek, férfiaknak és nőknek – hogy megtaláljuk relatív helyünket a társadalomban.”
A regény általában pozitív hatással volt a fehér olvasók faji kapcsolataira, ugyanakkor a fekete olvasók körében a fogadtatása sokkal kevésbé volt egyértelmű. Egy tanítási segédkönyv, amelyet a The English Journal adott ki, arra figyelmeztet, hogy „ami csodálatosnak és hatalmasnak tűnik a diákok egyik csoportja számára, megalázónak tűnhet a másik csoport szemében.” Kanadában azt tapasztalták, hogy míg a regény jó visszhangot ébresztett a fehér diákokban, a fekete diákok demoralizálónak találták. Egy diák, aki Calpurnia szerepét játszotta az iskolai előadáson, így foglalta össze reakcióját: „A fehérek szemszögéből van, rasszista szemszögből. Az afro-amerikai szereplőkből nem látni sokat; nem ismered meg őket személyes szinten... De feltétlenül egyetemes üzenet van mögötte. Tudom, hogy alapvetően a rasszizmusról szól, de nem csupán ennyit nyújt.”

### Osztályok
Egy 1964-ben készült interjúban Lee azt mondta, hogy az volt a törekvése, hogy „Dél-Alabama Jane Austenjévé” váljon. Jane Austen és Lee egyaránt megkérdőjelezték a társadalmi status quo-t és az egyéni értéket a társadalmi pozíció felé helyezték. Amikor Scout kínos helyzetbe hozza szegényebb osztálytársát, , Walter Cunninghamet a Finch család otthonában, Calpurnia, a fekete szakácsnő megbünteti érte. Atticus elfogadja Calpurnia ítéletét, sőt, később megvédi őt nővérével, Alexandra nénivel szemben, aki Calpurnia elbocsátását javasolja. Egy szerző megjegyzi, hogy Scout „austeni módon” nevetségessé teszi azokat a nőket, akikkel nem akar azonosulni. Jean Blackall irodalomkritikus felsorolja azokat az értékeket, amelyek mindkét szerzőnél közösek: „a társadalomban levő rend igenlése, engedelmesség, udvariasság, az egyén tisztelete társadalmi helyzetétől függetlenül.”
A kutatók szerint Lee megközelítése sokkal komplexebb volt annál, „semhogy a faji előítéletet elsődlegesen a szegény fehér aljanépnek tulajdonítsa ... bebizonyítja, hogy a nemi- és osztálykérdés erősíti az előítéleteket, lecsendesíti azokat a hangokat, amelyek megkérdőjeleznék a létező rendszert, és nagy mértékben bonyolítják az amerikaiak felfogását a rasszizmus ée elkülönülés okait illetően.” Azzal az irodalmi eszközzel, hogy Lee egy középosztálybeli narrátorhoz folyamodik, közel kerül az olvasóhoz, függetlenül annak osztály- vagy kulturális hátterétől és táplálja a nosztalgia érzését. Scout és Jem látásmódjában osztozva, az olvasó kapcsolatba kerülhet a konzervatív Mrs. Dubose-zal; az alacsonyabb osztályhoz tartozó Ewell családdal és Cunninghamékkel, akik ugyanolyan szegények, de teljesen eltérő módon viselkednek; a gazdag és különc Mr. Dolphus Raymonddal; Calpurniával és a fekete közösség más tagjaival. A gyermekek magukévá teszik Atticus intését, hogy ne ítéljenek meg senkit, amíg nem jártak az illető cipőjében, jobban megértve ily módon az emberek motivációját és viselkedését.

### Bátorság és együttérzés
A regényről úgy tartják, hogy megrendítő módon tárja fel a bátorság különböző formáit. Scout impulzív hajlama a verekedésre azokkal, akik sértegetik Atticust, azt a szándékát tükrözi, hogy kiáll érte és megvédi. Atticus a regény erkölcsi értelemben vett főalakja, és ő adja Jemnek a legfontosabb leckét a bátorságból. azzal a mondattal, amellyel a morfinizmustól szabadulni akaró Mrs. Duboise-t írja le, és amely előrevetíti Tom Robinson megvédésére vonatkozó álláspontját: Atticus szerint az a bátoság, "ha már legyőztek, mielőtt elkezdted volna, de mégis elkezded és végigcsinálod, akármi is történjen".
Charles Shields, az egyedüli könyvhosszúságú Harper Lee-életrajz szerzője, azt a magyarázatot adja a regény maradandó sikerére és hatására, hogy „az emberi méltóságról és mások tiszteletéről szóló tanításai alapvetően fontosak és egyetemes érvényűek maradnak.” Atticus arra neveli Scoutot, hogy "csak akkor értesz meg valakit igazán, ha az ő szempontjából nézed a dolgokat; ha belebújsz abőrébe és abban jársz körbe", amivel kimutatja együttérzését. A kislány mérlegeli ezt a mondatot, amikor Mayella Ewell vallomását hallgatja. Amikor Mayella zavarba jön Atticusnak arra a kérdésére, hogy vannak-e barátai, Scout rájön, hogy Mayella magányosabb, mint Boo Radley. Miután hazakísérit Boo-t, Scout megáll a Radley-ház verandáján és átgondolja, milyen lehetett az elmúlt három év Boo szemszögéből. Egy kritikus szerint "miközben a regény tárgya a tragédia, igazságtalanság, szívfájdalom és veszteség, ugyanakkor magában hordozza a bátorságra és együttérzésre való érzéket."

### Az ártatlanság halála

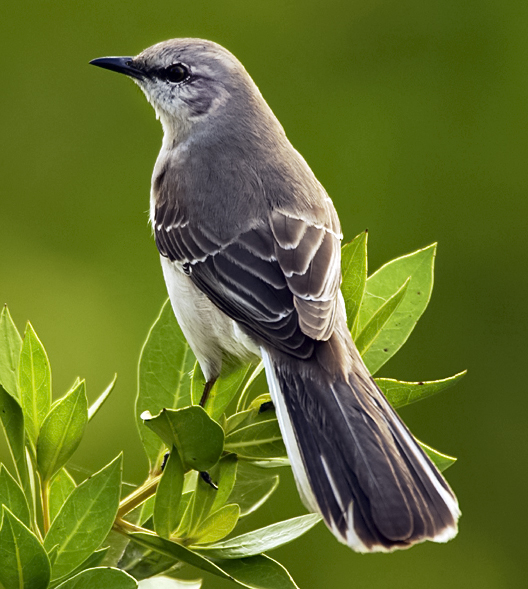
A regény eredeti címében szereplő mockingbird (énekes gezerigó), amely az ártatlanságot szimbolizálja

Az énekesmadarak és a hozzájuk kapcsolt szimbolika a regényben több helyen is megjelennek.
A Finch családnév, amely egyúttal Lee édesanyjának lánykori neve is, pinty jelentésű. Az eredeti címben szereplő énekes gezerigó, a téma kulcsmotívuma, először akkor jelenik meg, amikor Atticus légpuskát ajándékoz gyermekeinek karácsonyra, és megengedi Jack bácsinak, hogy megtanítsa őket lőni. Atticus figyelmezteti őket, hogy annyi szajkót lőhetnek, amennyit csak akarnak, de nem szabad elfelejteniük, hogy bűn megölni a gezerigót. Scout nem érti ezt, és a szomszéd Miss Maudiehoz fordul, aki elmagyarázza, hogy az énekes gezerigók soha nem bántják a többi élő teremtményt. Külön kihangsúlyozza, hogy a gezerigók csupán gyönyörködtetnek az énekükkel. Edwin Bruell így foglalta össze a szimbólum lényegét: „Megölni a gezerigót azt jelenti, hogy megölni az ártatlant és ártalmatlant – például Tom Robinsont.” A kutatók megjegyzik, hogy Lee gyakran visszatér a gezerigó témájához, amikor erkölcsi kérdést csinál valamiből.
Tom Robinson a fő példa a regényben gondatlanságból vagy szándékosan megölt ártatlanok közül. Christopher Metress azonban a gezerigót Boo Radleyhez kapcsolja: „Ahelyett, hogy Boo-t saját szórakoztatására használná (amint azt a regény elején teszi, amikor gótikus történeteket talál ki róla), Scout eljut oda, hogy gezerigónak tekintse – azaz olyan valakinek, akit belső jósága miatt dédelgetni kell.” A regény utolsó oldalai ezt ábrázolják, amint Scout elmondja annak a történetnek a tanulságát, amit Atticus olvasott fel neki, és a Boo Radleyre és Tom Robinsonra vonatkozó célzásaiban egy olyan szereplőről beszél, akit félreértettek: „amikor végül meglátták, hogy miért nem tett semmit azok közül a dolgok közül ... Atticus, ő tényleg kedves volt” – amire az apa válasza: „Scout, a legtöbb ember az, amikor végül meglátod őket.”
A regény olyan gyakran mutatja meg az ártatlanság és ártatlanok elvesztését, hogy R. A. Dave kritikus szerint mindegyik szereplőnek elkerülhetetlenül szembe kell vagy szembe kellett néznie a veszteséggel, a klasszikus tragédia elemeivel ruházva fel a művet. Annak a bemutatásában, ahogy az egyes hősök a veszteséget fogadják, Lee felépít egy vázat, amelynek segítségével megítéli, hogy a szereplők hősök-e vagy bolondok. Az írónő a szemérmetlen imádat és maró gúny között váltakozva, irányítja az olvasó ítéletformálását. Iróniát használ, amikor Scout tanúja lesz a Misszionárius Társaság gyűlésének, amelynek tagjai csúfolják Scoutot, pletykálnak, és „önelégült, gyarmatosító magatartást tanúsítanak a többi fajjal szemben”, miközben „az előkelőség, kegyesség és erkölcsösség látszatát keltik. Ezzel ellentétben, amikor Atticus elveszti Tom perét, és a gyermekeit és a fekete nézőket leszámítva utolsóként hagyja el a tárgyalótermet, ezek csendesen felállnak a karzaton, ahogy elhalad alattuk, így adva meg a tiszteletet erőfeszítéseinek.

## Elismerése
A regény bestseller lett, és hatalmas sikert aratott. 1961-ben Lee elnyerte a Pulitzer-díjat.

## Magyarul
- Ne bántsátok a feketerigót!; ford. Máthé Elek, bev. Nemeskürty István; Magvető, Bp., 1965 (Világkönyvtár)

## Feldolgozás
- A könyvből azonos címmel 1962-ben sikeres, több Oscar-díjat nyert film készült. Lee elismerően nyilatkozott az adaptációról,[75] a Scout apját, Atticust játszó Gregory Pecknek pedig közeli barátja lett.

Soha nem gondoltam, hogy ekkora sikere lesz a történetnek, olyasmi ez, mintha fejbe vágtak volna. [...] Egy kis elismerésre vágytam csak, de amint látják, sokat kaptam belőle, és ez ugyanannyira ijesztő, mintha sosem foglalkoztak volna a könyvemmel.

## Fordítás
- Ez a szócikk részben vagy egészben a To Kill a Mockingbird című angol Wikipédia-szócikk ezen változatának fordításán alapul.  Az eredeti cikk szerkesztőit annak laptörténete sorolja fel. Ez a jelzés csupán a megfogalmazás eredetét és a szerzői jogokat jelzi, nem szolgál a cikkben szereplő információk forrásmegjelöléseként.